# A12 (motorväg, Portugal)
A12, även känd som Autoestrada do Sul do Tejo, är en motorväg i Portugal som går sträckan Lisboa - Vasco da Gama-bron – Setúbal, och passerar i närheten av städerna Montijo och Palmela. Längden är 42 km.